# Бадусов, Николай Викторович
Николай Викторович Бадусов (23 февраля 1960, Москва — 1997) — советский футболист, нападающий.

## Биография
Николай Викторович Бадусов родился 23 февраля 1960 года в городе Москве.
Воспитанник школы СК «Локомотив» Окружной ж-д Москва.
C 1977 стал выступать за дубль московского «Локомотива»; выделялся целеустремлённостью, хваткой, результативностью. За основной состав дебютировал в марте 1979 в Кубке СССР; в августе — ноябре сыграл пять матчей в чемпионате. В 1980 году в 27 играх забил четыре гола.
Армейскую службу проходил в 1981—1982 годах в ЦСКА — 12 матчей в чемпионате и СКА Одесса — 34 игры, 6 голов в первой лиге с мая 1982. 30 сентября 1981 провёл единственный матч в еврокубках — в домашнем матче 1/32 финала Кубка УЕФА ЦСКА — «Штурм» Грац (2:1) вышел на замену на 75-й минуте.
В 1983 году вернулся в выступавший в первой лиге «Локомотив», но в следующем году ушёл в тень более опытных Михаила Чеснокова и Владимира Муханова и по ходу сезона перешёл в команду второй лиги «Красная Пресня». В 1985 году вступил в конфликт со старшим тренером Олегом Романцевым и, проведя один матч, ушёл из команды.
Больше в командах мастеров не выступал. В 1988 году играл в чемпионате Курганской области за «Карбышевец» Курган, куда был приглашён старшим братом Сергеем.
Погиб от бытовой глупости в 1997 году в возрасте 37 лет.